# روبن کالپ
روبن کالپ (استونیایی: Ruuben Kaalep؛ زادهٔ ۲۱ سپتامبر ۱۹۹۳) سیاستمدار و نماینده مجلس اهل استونی است.